# Пампарато
Пампара̀то (на италиански: Pamparato; на пиемонтски: Pamparà, Пампара) е село и община в Северна Италия, провинция Кунео, регион Пиемонт. Разположено е на 816 m надморска височина. Населението на общината е 336 души (към 2010 г.).